# Fazlî
Fazlî Çelebi Fuzûlî-zâde (en azerí: فضلی چلبی فضولی زاده, Fəzli Çələbi Füzulizadə) o Fazlî (1543 – 1605) fue un poeta azerbaiyano del siglo XVI. Escribió obras en turco azerbaiyano, persa y árabe y era hijo del poeta azerbaiyano Fuzûlî. Fazli es conocido por su habilidad para crear cronogramas y acertijos en sus poemas.

## Nombre
El nombre completo de Fazlî es Fazlî Çelebi Fuzûlî-zâde. Su seudónimo, Fazlî, significa "perteneciente a la abundancia o abundancia" y es probablemente un tributo al seudónimo de su padre, el poeta Fuzûlî.

## Vital
Nacido en Kerbala, se desconoce la fecha exacta de nacimiento de Fazlî, pero se cree que fue antes de 1556, cuando falleció su padre. El poeta lo describió como un poeta maduro en el Tezkire de Ahdî-i Bağdadî con fecha de 1563/64 y, por lo tanto, se afirma que Fazlî nació alrededor de 1543. Fazlî recibió la mayor parte de su educación poética de su padre. Se cree que murió en 1605.

## Poesía
Fazlî es conocido como un poeta menor debido a la limitada cantidad y calidad de sus obras. Escribió poemas en turco azerbaiyano, persa y árabe en prosodia aruz. Su poesía se caracteriza por un notable grado de creatividad. Según Ahdî, Fazlî estaba más interesado en el conocimiento secular que en los estudios religiosos. Afirma que apoya las creencias sunitas en uno de sus continentes y está en contra de las opiniones de Kızılbaş. Fazli era conocido por su extraordinaria habilidad para crear cronogramas y acertijos en sus poemas. También se cree que sus poemas goshma (versos no religiosos) inspiraron a poetas túrquica posteriores de Azerbaiyán.